# Union (Nebraska)
Union és una població dels Estats Units a l'estat de Nebraska. Segons el cens del 2000 tenia 260 habitants.

## Demografia
Segons el cens del 2000, Union tenia 260 habitants, 102 habitatges, i 78 famílies. La densitat de població era de 478 habitants per km².
Dels 102 habitatges en un 35,3% hi vivien nens de menys de 18 anys, en un 67,6% hi vivien parelles casades, en un 4,9% dones solteres, i en un 23,5% no eren unitats familiars. En el 21,6% dels habitatges hi vivien persones soles l'11,8% de les quals corresponia a persones de 65 anys o més que vivien soles. El nombre mitjà de persones vivint en cada habitatge era de 2,55 i el nombre mitjà de persones que vivien en cada família era de 2,94.
Per edats la població es repartia de la següent manera: un 27,3% tenia menys de 18 anys, un 9,6% entre 18 i 24, un 32,7% entre 25 i 44, un 20,8% de 45 a 60 i un 9,6% 65 anys o més.
L'edat mediana era de 37 anys. Per cada 100 dones de 18 o més anys hi havia 103,2 homes.
La renda mediana per habitatge era de 35.000 $ i la renda mediana per família de 39.375 $. Els homes tenien una renda mediana de 32.500 $ mentre que les dones 20.000 $. La renda per capita de la població era de 14.839 $. Aproximadament el 7% de les famílies i el 5,2% de la població estaven per davall del llindar de pobresa.

## Poblacions més properes
El següent diagrama mostra les poblacions més properes.